# Molluginaceae
Molluginaceae, biljna porodica u redu klinčićolike. Pripda joj 90–tak vrsta u nekoliko rodova

## Rodovi
1. genus: Adenogramma Rchb.
2. genus: Coelanthum E. Mey. ex Fenzl
3. genus: Glinus L.
4. genus: Hypertelis E. Mey. ex Fenzl
5. genus: Mollugo L.
6. genus: Orygia Forssk.
7. genus: Paramollugo Thulin
8. genus: Pharnaceum L.
9. genus: Polpoda C. Presl
10. genus: Psammotropha Eckl. & Zeyh.
11. genus: Suessenguthiella Friedrich
12. Genus: Trigastrotheca F.v. Mueller, ili Aizoaceae[2]